# Sicon de Salerne
Sicon de Salerne (mort en 855) est prince de Salerne de 849 à 853.

## Biographie
Sicon est le fils de Siconolf de Salerne et de Itta de Spolète fille de Lambert Ier de Nantes selon la Foundation for Medieval Genealogy. Il succède à son père comme prince de Salerne et règne jusqu'à sa déposition en 853. Il est parfois nommé « Sicon II » en référence dans le sud de l'Italie à son grand-père Sicon de Bénévent.
À la mort de son père, Sicon est encore mineur et il est placé sous la régence de son parrain le comte Pierre. Après seulement quatre ans d'un règne nominal Pierre le dépose en décembre 853 et se proclame prince. Sicon s'enfuit dans le nord de l'Italie et se met sous la protection de l'empereur Louis II le Jeune par ailleurs roi d'Italie. Selon le Chronicon Salernitanum, Sicon ayant atteint l'âge adulte en 855 tente de revenir à Salerne pour réclamer le trône, mais il est empoisonné à Capoue entre mai et octobre 855 par des tueurs à la solde d'Adémar, le fils du comte Pierre, qui lui avait succédé sur le trône.

## Sources
- (it) Cet article est partiellement ou en totalité issu de l’article de Wikipédia en italien intitulé « Sicone II di Salerno » (voir la liste des auteurs), édition du 4 février 2014.
- (en) Sico dans Medieval Lands.
- Jules Gay L'Italie méridionale et l'Empire Byzantin Albert Fontemoing éditeur, Paris 1904.
- René Poupardin Études sur l'histoire des principautés lombardes de l'Italie méridionale et de leurs rapports avec l'Empire franc. Paris : Champion, 1907. [Lire en ligne (Internet Archive)].